# Karl Stary
Karl Stary (* 1942 in Essen) ist ein deutscher Ehrenamtler, der für sein ehrenamtliches Engagement ausgezeichnet wurde.

## Leben
Karl Stary ist ehrenamtlich seit vielen Jahren in Essen, Düsseldorf und Gelsenkirchen engagiert. Seine Tätigkeit erstreckt sich auf das Kreiswehrersatzamt Essen, die Wehrbereichsverwaltung III Düsseldorf, das Verwaltungsgericht Gelsenkirchen sowie das Land- und Amtsgericht Essen. Er leistet seit 28 Jahren ehrenamtliche Betreuungen (Vormundschaften) für geistig Behinderte und psychisch Kranke. Nach einer schweren Erkrankung wurde er im Mai 2000 vorzeitig in den Ruhestand versetzt. Dennoch übernimmt er weiterhin Betreuungen und engagiert sich als ehrenamtlicher Richter am Verwaltungsgericht. Als in seinem Haus eine Mietwohnung frei wurde, ließ er sie denkmalschutzgerecht renovieren und vermietete sie an eine Wohngemeinschaft geistig behinderter Menschen, die zuvor betreut in einem Gebäude des Franz Sales Hauses lebten.

## Auszeichnungen
Stary wurde 1993 für sein soziales Engagement mit der Verdienstmedaille des Verdienstordens der Bundesrepublik Deutschland ausgezeichnet. Im Dezember 2005 erhielt er den Essener Bürgertaler der FDP-Fraktion im Rat der Stadt Essen für sein „langjähriges Engagement für geistig und psychisch kranke Menschen“.